# Потапов, Устин Сергеевич
Устин Сергеевич Потапов (? — 8 ноября 1785) — генерал-майор, петербургский губернатор.

## Биография
Вступил в службу в 1750 г. В 1760-х гг., в чине поручика, был зачислен из армии в дивизионные квартирмейстеры, в 1768 г. назначен обер-квартирмейстером майорского чина. В этой должности пребывал и во время Турецкой войны 1769—1774 г. в 1-й армии генерала Голицына. 17 марта 1774 г. пожалован в полковники; в 1776 г. состоял в Углицком пехотном полку.
В 1779 г. произведён в бригадиры. 25 июля 1779 г. был назначен вице-губернатором г. Санкт-Петербурга. Указом от 4 августа 1780 г. назначен Санкт-Петербургским губернатором с производством в генерал-майоры. В 1781 г. награждён орденом св. Анны. Рескриптом от 13 января 1782 г. Екатерина II поручила ему проложение новой дороги в Архангельск через Новую Ладогу на Олонец, Вытегру и Каргополь, с устройством переправы на ней, и перенесение станций со старой на новую дорогу. В поездке по местам строительства У. С. Потапов содействовал выговским старообрядцам в снятии со старообрядцев двойного подушного оклада и «уничтожении хульного имени раскольник», инспектировал больницы и сиротские дома. За ненадлежащее исполнение обязанностей члены Петрозаводского сиротского суда по представлению У. С. Потапова были отстранены от должностей решением Сената.
24 ноября 1782 г. пожалован орденом св. Владимира 2-й степени. 1 января 1784 г. уволен от занимаемой им должности по болезни. Скончался 8 ноября 1785 г.

## Награды
- орден св. Анны (1781)
- орден св. Владимира 2 степени (1782)